# Бют (окръг, Южна Дакота)
Вижте пояснителната страница за други значения на Бют.
Окръг Бют (на английски: Butte County) е окръг в щата Южна Дакота, Съединени американски щати. Площта му е 5870 km², а населението - 10 107 души (2017). Административен център е град Бел Фуш.